# プタハ
プタハ（Ptah）は、古代エジプトの都市メンフィスで信仰された創造神。

## 概説
「神々の鍛冶屋」とされる。
その姿は、ピッタリと四肢をくっつけ、時に勃起した死者、緑の顔のミイラで表される。頭巾を被り、付け髭を着け、生命の象徴「アンク (Ankh)」、支配権を表す「ワス（ウアス）杖 (Ouas)」、そしてオシリスの背骨と言われるジェド柱 (Djed pillars) を組み合わせた杖を持つ。他の神々のように動物の姿を取ることはなく、時代が下っても変わらなかった。
メンフィスが上下エジプト統一時に首都となったことから上下統一の神とも考えられた。

## 信仰
主にメンフィス、カルナック、ディル・エル・メディーナで信仰された。
エジプト神話の鍛冶や職人の守護神ともされ、セクメトを妻に持ち、ネフェルトゥムの父とされる。鍛冶で使う鉱物は地下資源であることから、タテネンなど地下世界の神とつながりを持つ。また後世では、冥界の神とされたオシリスと結び付けられた。
プタハを世界創造の神とするメンフィス神学という独自の神話体系を持っていた。その内容は、シャバカ石と呼ばれる碑文によって知られている。
闇を好む神でもあるとされ、アブ・シンベル神殿に祭られた神々の像の中で、一つだけ一年を通して日が当たらない位置に祭られている。
アピス牛は、メンフィスでは、プタハの分身とみなされて崇拝された。新王国時代の頃には、アピス牛としてこの世に現れるとも信じられて、さらに多くの地域で崇拝された。